# Mohammed Deif
Mohammed Diab Ibrahim Al-Masri (Arabisch: محمد دياب إبراهيم المصري), ook bekend als Mohammed Deif (Arabisch: محمد الضيف), was de opperbevelhebber van de Al-Qassam Brigades, de militaire vleugel van de Palestijnse beweging Hamas. Hij werd als een internationale terrorist beschouwd door de Verenigde Staten en was gedurende decennia Israëls meest gezochte man.

## Levensloop
Mohammed Diab Ibrahim Al-Masri werd in 1965 geboren in het Palestijns vluchtelingenkamp bij Khan Younis in het toentertijd Egyptische deel van Gaza. Hij volgde een wetenschappelijke studie aan de Islamitische Universiteit in de Gazastrook, die hij in 1988 met een bachelor afsloot. Deif was betrokken bij het werk van meerdere moskeeën, waar hij later een leidende functie kreeg. Eveneens was hij een actief hobbyacteur en stichtte de theatergroep al-Ayedoen.
Later werd Al-Masri lid van de moslimbroederschap, die in 1987 in Hamas opging. In 1989 werd hij gedurende de eerste Intifada door Israël gearresteerd en bleef zonder rechtszaak 16 maanden in voorarrest. Na zijn vrijlating was hij betrokken bij de oprichting van de Izz ad-Din al-Qassam-brigades.
Tijdens de jaren '90 nam hij deel aan talloze aanvallen tegen Israël. Hij was betrokken bij de ontvoering en het vermoorden van drie Israëlische soldaten en persoonlijk verantwoordelijk voor bomaanslagen in Jeruzalem en Asjkelon, waarbij 50 Israëli's omkwamen.
Nadat de opperbevelhebber van de al-Qassam-brigades, Salah Shehade, in juli 2002 vermoord werd, volgde Deif hem op.
Deif heeft vijf luchtaanvallen overleefd. In 2006 bombardeerde Israël een huis waarin Hamas-leiders tezamen gekomen waren. Deif overleefde de aanval, maar liep letsel aan zijn ruggengraat op.
In 2014 vond een luchtaanval plaats op een woonhuis in Gaza-Stad, waarbij zijn 27-jarige vrouw en twee van zijn kinderen omkwamen.

### Aanval op Israël op 7 oktober 2023
Op 7 oktober 2023 vond de tot dan toe grootste en uiterst onverwachte aanval van Hamas op Israël plaats, waarbij de Izz ad-Din al-Qassam-brigades de Israëlische geheime diensten misleid hadden. Deif wordt gezien als het brein achter deze aanval, die het begin vormde van een oorlog tussen Hamas en Israël.

### Liquidatie

Luchtopname van de liquidatie

Het Israëlische leger meldde, dat het Deif op 13 juli 2024 geliquideerd had bij een luchtaanval op de door het leger tot veilige evacuatiezone verklaarde Al-Mawasi-wijk van Khan Younis, waarbij zo'n 100 Palestijnse vluchtelingen werden gedood. Hamas ontkende aanvankelijk dat Deif daarbij werd gedood. In eerste instantie twijfelde de Israëlische premier aan Deifs dood. Het leger van Israël gaf op 1 augustus 2024 officieel aan, dat aan de dood van Deif geen twijfel meer bestond. Vijf maanden later werd de melding door Hamas bevestigd.

## Geheimhouding
Mohammed Diab Ibrahim Al-Masri trad zijn laatste jaren niet in de openbaarheid op. Bij video-opnames droeg hij een masker of liet enkel zijn schaduw zien. De laatste foto van hem dateert uit ongeveer 2000. Uit veiligheidsaspecten gebruikte hij geen mobiele telefoons. Volgens sommigen zou hij, sinds hij gezocht werd, nooit twee maal na elkaar op dezelfde plaats geslapen hebben.